# 田川晃太郎
田川 晃太郎（たがわ こうたろう, 1981年10月20日 - ）は、兵庫県尼崎市出身のアメリカンフットボール選手。ポジションはDL。2004年よりアサヒ飲料チャレンジャーズに所属している。背番号は93番（2007年までは90番、2008年から93番）。
関西外国語大学でアメリカンフットボールを始める。2009年ノートルダムジャパンボウル日本代表一次候補